# Heinz Dieter Tschörtner
Heinz Dieter Tschörtner (* 1. Juli 1932 in Mühlhausen; † 12. Dezember 2023) war ein deutscher Verlagslektor, Autor und Herausgeber.

## Leben
Tschörtner wuchs in Mühlhausen auf und legte dort sein Abitur ab. Im Jahr 1953 zog er mit seiner Familie nach Babelsberg. Nach seiner Ausbildung arbeitete er als Bibliothekar in Mühlhausen, Erfurt und Halle, bevor er ab 1959 als Redakteur und Lektor im Verlag Volk und Welt in Berlin tätig war. Dort war er Redakteur der Verlagszeitschrift Der Bücherkarren und ab 1962 der in hoher Auflage gedruckten Roman-Zeitung. Als Herausgeber verantwortete er unter anderem eine Werkausgabe Werner Steinbergs im Mitteldeutschen Verlag (Ausgewählte Werke, 1976–1988).
Ab den 1960er Jahren veröffentlichte Tschörtner zahlreiche Werkauswahlen, Fachartikel und Bibliographien zu Gerhart Hauptmann. Eine Biografie Hauptmanns publizierte er 1995. Tschörtner war langjähriger Schatzmeister der 1952 gegründeten Gerhart-Hauptmann-Gesellschaft in Erkner und ab 1999 Herausgeber der halbjährlich erscheinenden Gerhart-Hauptmann-Blätter.
Tschörtner lebte in Berlin-Lichtenberg. Seine Frau Ilse Tschörtner arbeitete ebenfalls als Lektorin sowie als Übersetzerin und Nachdichterin sowjetischer Autoren wie Wiktor Astafjew, Daniil Charms, Weniamin Kawerin, Wladimir Solouchin und Tatjana Tolstaja. Seine Tochter war die Dokumentarfilmregisseurin Petra Tschörtner (1958–2012).
Seine Grablege befindet sich auf dem Friedhof der St.-Hedwigs-Gemeinde in Berlin-Alt-Hohenschönhausen (Grabstätte H25-BHP02-08).

## Werke (Auswahl)
- Friedrich von Schiller 1759–1805. Ein Verzeichnis zum Schillerjahr 1955. Kreisbibliothek Mühlhausen 1955.
- (Herausgeber) Gerhart Hauptmann. Auswahl für die Jugend. Verlag Neues Leben, Berlin 1962.
- (Herausgeber) Die Akte Max Kretzer. Aufbau-Verlag, Berlin und Weimar 1969 (= Aus dem Archiv der Deutschen Schillerstiftung Weimar 14).
- Gerhart-Hauptmann-Bibliographie. Deutsche Staatsbibliothek, Berlin 1971 (2. erweiterte Ausgabe 1976) (= Bibliographische Mitteilungen der Deutschen Staatsbibliothek 24).
- (Herausgeber) Johannes Wüsten: Tannhäuser. Erzählungen und Geschichten. Verlag Volk und Welt, Berlin 1976.
- (Herausgeber) Bernhard Kellermann: ^Eine Nachlese 1906–1951. Verlag Volk und Welt, Berlin 1979.
- (Herausgeber) Johannes Wüsten: Die Verrätergasse. Stücke, Aufsätze, Gedichte, Autobiographisches, Briefe. Verlag Volk und Welt, Berlin 1980.
- (Herausgeber) B. Traven: Aus dem Land des Frühlings. Auszüge, Aufsätze, Auskünfte. Verlag Volk und Welt, Berlin 1986.
- Ungeheures erhofft. Zu Gerhart Hauptmann – Werk und Wirkung. Buchverlag Der Morgen, Berlin 1986, ISBN 3-371-00002-8.
- (Herausgeber) Gespräche und Interviews mit Gerhart Hauptmann (1894–1946). Erich Schmidt, Berlin 1994, ISBN 3-503-03088-3 (= Veröffentlichungen der Gerhart-Hauptmann-Gesellschaft 6).
- Gerhart Hauptmann. Ein Lebensbild. Stiftung Kulturwerk Schlesien, Würzburg 1995, ISBN 3-929817-01-2.
- Unaufhörlich bläst das Meer. Neue Hauptmann-Studien. Bergstadtverlag Korn, Würzburg 1996, ISBN 3-87057-190-X.
- Leonhard Franks Bücher in der DDR. Leonhard-Frank-Gesellschaft, Würzburg 1997, ISBN 3-932404-05-X (= Schriftenreihe der Leonhard-Frank-Gesellschaft 6).
- (Herausgeber) Gerhart Hauptmann: Zur Charakteristik Jehovas. Glossen zum Alten Testament. Mit fünf Original-Lithographien und siebzehn Kohlezeichnungen von Hermann Naumann. Faber und Faber, Leipzig 1997, ISBN 3-932545-01-X (= Druck der Sisyphos-Presse 10).
- (Herausgeber) Joseph Chapiro und Gerhart Hauptmann: Briefwechsel 1920–1936. Wallstein-Verlag, Göttingen 2006, ISBN 3-8353-0032-6.
- Proteus Hauptmann. Beiträge zu Werk und Wirkung. Thelem, Dresden 2009, ISBN 978-3-939888-47-5.